# آلي لاندري
آلي جيرمين لاندري (بالإنجليزية: Ali Germaine Landry)‏ (ولدت في 21 يوليو 1973) ممثلة وعارضة أزياء أمريكية، وحاملة لقب ملكة جمال سابقة بعد تتويجها بمسابقة ملكة جمال الولايات المتحدة الأمريكية 1996. لعبت دور ريتا ليفلور في مسلسل الهزلي حواء. في عام 1998 ، صنفتها مجلة بيبول كواحدة من أجمل 50 شخصًا في العالم.

## وصلات خارجية
- "Ali Landry's official website". مؤرشف من الأصل في 2014-05-16.
- آلي لاندري على موقع IMDb (الإنجليزية)
- آلي لاندري على موقع ألو سيني (الفرنسية)
- آلي لاندري على موقع أول موفي (الإنجليزية)
- آلي لاندري على موقع إن إن دي بي (الإنجليزية)
- آلي لاندري على موقع قاعدة بيانات الفيلم (الإنجليزية)
- آلي لاندري على موقع كينوبويسك (الروسية)